# (2926) Caldeira
(2926) Caldeira es un asteroide perteneciente al cinturón de asteroides, descubierto el 22 de mayo de 1980 por Henri Debehogne desde el Observatorio de La Silla, Chile.

## Designación y nombre
Designado provisionalmente como 1980 KG. Fue nombrado Caldeira en honor al astrónomo brasileño Felipe Caldeira.